# ジョーニー・ガンボア
ジョーニー・ガンボア（Joonee Gamboa、本名Jose Espenelli Gamboa、1936年8月7日 - ）はマニラ出身のフィリピンの映画俳優。1970年から映画出演し、2022年現在も現役である。
クレジット名義は複数あり、スペル違いのジョーニー・ガンボア　（Joonie Gamboa）、ジョニー・ガンボア（Jonee Gamboa）、ジューン・ガンボア（June Gamboa）、ジョン・ギャンブル（John Gamble）がある。
ガンボアは舞台俳優としても活動し、ナレーターや声優を務めることもある。声優としてはフィリピンで社会現象にもなった日本のTVアニメ『超電磁マシーン ボルテスV』（1977年）がある。

## 人物

### 俳優としての特徴
フィリピンでは国民的な脇役俳優として善悪役問わずに数多くの映画とTV作品に出演しており、演技賞の受賞やノミネート歴もある。それらの殆どが日本では未公開で、米国のキャノン映画が配給した英語版に改変された『ブラッド・ハント』（1981年/未/ビデオ）（キングビデオ/東北新社より発売済）がVHS化された位である。後に触れるフィリピンで撮影された外国映画や合作映画での断片的な姿にしか触れられないのが現状である。

## 経歴

### 外国映画への進出
フィリピン映画のみならず、自国で撮影された米国映画にも脇役出演した。スカルノ政権末期のインドネシアを舞台にしたピーター・ウィアー監督の『危険な年』（1982年）やキャノン映画の『燃えよNINJA』（1981年/未/ビデオ/TV放映）と『地獄のヒーロー』（1984年）、ベニグノ・アキノ暗殺事件を題材にした米・英・比合作のTVミニ・シリーズ『8月の銃弾』（1988年）等にも出演した。
尚、当時活発だったブルーノ・マッテイ監督やアントニオ・マルゲリーティ監督等のイタリア映画へはヴィック・ディアスやスバス・ヘレロ、トニー・カレオン、プロタシオ・ディー、マックス・ラウレル等のフィリピン俳優も積極的に出演したが、彼の出演は確認されない。他にはベルギー資本の『厳しい地平線』（1989年/未ソフト化）にも出演した。

### シリオ・H・サンティアゴと疑似米国映画
1970年代から米国市場を意識したエディー・ロメロ監督やシリオ・H・サンティアゴ監督作品にも脇役出演する様になった。彼等の手掛けた作品群は自ら製作したものや米国のロジャー・コーマン等の独立系製作者との合作が多かった。
サンティアゴとは1990年代の末まで関わり、『アマゾネス刑事/死の標的』（1986年/未/ビデオ）の華僑の顔役や『ラン・メイ/ベトナムの熱い日（ダーティ・コマンドー/地獄の要塞）』（1989年/未/ビデオ/TV放映）の北ベトナム軍大佐役が主なものである。また、サンティアゴ一派のクラーク・ヘンダースン監督の『地獄からの復讐/コマンドー・ウルフ』（1987年）では南ベトナムの汚職政治家と言った具合にフィリピン人ではなく外国人の役が殆どで、主役側から見ての悪役が目立った。尚、ガンボアと同時代に活動したベテランや中堅どころの脇役俳優であるヴィック・ディアス、レオ・マルティネス、ジョー・マリ・アヴェラーナ、ラモン・ダサルヴァ等もサンティアゴ作品では同様な立ち位置だった。
ピーター・フォンダが脚本を担当したベトナム戦争物の合作『デッドロック/ベトナム死の掟』（1989年/未/ビデオ）でも矢張り北ベトナム軍の大尉役だった。他にも香港のゴッドフリー・ホー監督がチャールズ・リーの変名で手掛けたパッチワーク映画『ソルジャー・ターミネーター/特攻人間兵器』（1988年/未/ビデオ）には既存のフィリピン映画のフッテージにアンソニー・アロンソと共に姿を見せる。

## 受賞とノミネート
1977年のメトロマニラ映画祭ではヴィルマ・サントス主演の『バーレスク・クィーン』（1977年/未ソフト化）で最優秀助演男優賞に輝いた。
1979年にはガワッド・ウリアン賞にて『カラスが白くなったらね…枯れ木に花が咲く』（1978年/未ソフト化）の最優秀助演男優賞受賞、FAMAS賞（フィリピン映画芸術科学アカデミー賞）では同作同賞にノミネートされた。本作もヴィルマ・サントス主演だった。
1981年のガワッド・ウリアン賞ではエディー・ロメロ監督の『アグィーラ』（1980年/未ソフト化）で最優秀助演男優賞にノミネートされ、1994年のFAMAS賞では『マリオ・サンドヴァル』（1993年/未ソフト化）では最優秀助演男優賞に輝く。
2003年にはFAP賞の最優秀助演男優賞に輝き、シリオ・H・サンティアゴ監督作品やシルヴァー・スター・フィルム社でフィルム編集者だったエドガルド・ヴィナラオが監督した『ディスカルテ』（2002年/未ソフト化）に於いてだった。

## 出演
- 『セクシー・ソルジャーズ』（1974年/未/TV放映）エディー・ロメロ監督、グロリア・ヘンドリー出演
- 『ワンダーウーマン』（1974年/未ソフト化）ナンシー・クワン出演
- 『TNTジャクソン』（1974年/未/ビデオ）シリオ・H・サンティアゴ監督
- 『カバーガール』（1975年/未/ビデオ）シリオ・H・サンティアゴ監督
- 『野獣の救出作戦/ゴリラ・コマンドー』（1976年/未/ビデオ）レミー・クレーマー監督、ベン・ギャザラ、ブリット・エクランド、キーナン・ウィン出演
- 『バーレスク・クイーン』（1978年/未ソフト化）セルソ・アド・カスティロ監督、ヴィルマ・サントス出演
- 『カラスが白くなったらね…枯れ木に花が咲く』（1978年/未ソフト化）セルソ・アド・カスティロ監督、ヴィルマ・サントス、ベンボール・ロコ出演
- 『復讐の掟』（1978年/未/ビデオ）シリオ・H・サンティアゴ監督
- 『アグィーラ』（1980年/未ソフト化）エディー・ロメロ監督、フェルナンド・ポー・ジュニア出演
- 『燃えよNINJA』（1981年/未/ビデオ/TV放映）メナヘム・ゴーラン監督、エメット・オルストン第二班監督、フランコ・ネロ、スーザン・ジョージ、ショー・コスギ、クリストファー・ジョージ出演
- 『ブラッド・ハント』（1981年/未/ビデオ）
- 『危険な年』（1982年）ピーター・ウィアー監督、メル・ギブスン、シガーニー・ウィーヴァー、リンダ・ハント出演
- 『戦慄のマッド軍団W』（1983年/未/ビデオ）ウィルフレッド・ミラン監督、アンソニー・アロンソ、アリシア・アロンソ、ポール・ヴァンス出演
- 『マッド・ウォリアーズ/爆裂未来都市2000年』（1984年/未/ビデオ）ウィルフレッド・ミラン監督、アンソニー・アロンソ出演
- 『地獄のヒーロー』（1984年）ジョゼフ・ジトー監督、チャック・ノリス、ジャン・クロード・ヴァン・ダム、M・エメット・ウォルシュ出演
- 『プラトーン・コマンド/地獄のレクイエム』（1984年/未/ビデオ）ヴィットリオ・デ・ロメロ、ジュン・ガラルド（クレジット無し）共同監督、ウォーレン・フレミング出演
- 『マニラ救出作戦/スローン・ザ・ファイター』（1984年/未/ビデオ）
- 『脱獄1958年』（1986年/未ソフト化）アンソニー・アロンソ監督、出演
- 『ジャングル・ウルフ/皆殺しの挽歌』（1986年/未/ビデオ）チャーリー・オルドネス監督、ロン・マルチーニ出演
- 『アマゾネス刑事/死の標的』（1986年/未/ビデオ）シリオ・H・サンティアゴ監督
- 『地獄からの復讐/コマンドー・ウルフ』（1987年）クラーク・ヘンダースン監督、リチャード・ヤング出演
- 『バイオレント・ゾーン/野獣の標的』（1988年/未/ビデオ）ジョン・ガーウッド監督
- 『8月の銃弾』（1988年/TVミニ・シリーズ）ロバート・マーコウィッツ監督、ゲーリー・ビューシー出演
- 『ラン・メイ/ベトナムの熱い日（ダーティ・コマンドー/地獄の要塞）』（1989年/未/ビデオ/TV放映）シリオ・H・サンティアゴ監督、スティーヴ・カナリー、カール・フランクリン出演
- 『デモンストーン』（1989年/未/ビデオ）アンドリュウ・プロウズ監督、ブライアン・トレンチャード・スミス製作総指揮、リー・アーメイ、ジャン・マイケル・ヴィンセント出演
- 『傭兵部隊/ラディカル・ウェポン』（1989年/未/ビデオ）クラーク・ヘンダースン監督、ジョン・カルヴィン、ジョン・エリクスン出演
- 『デッドロック/ベトナム死の掟』（1989年/未/ビデオ）ジョージ・ロウ監督、ピーター・フォンダ、マコ、ジェームズ・ミッチャム出演、村上龍スペシャルサンクス
- 『マリオ・サンドヴァル』（1993年/未ソフト化）アボ・デラ・クルス監督
- 『キリングヒート』（1994年/未/ビデオ/TV放映）シェリー・ノッツ監督、マット・サリンジャー、マーティン・シーン、マイケル・アイアンサイド、ハイン・S・ニョール出演
- 『バトルフィールド』（1996年/未/ビデオ）イアン・バリー監督、シリオ・H・サンティアゴ製作、ジェームズ・レマー、ジェームズ・トーカン出演
- 『ザ・キャノン』（1996年）ルカ・ベルコヴィッチ監督、ゲーリー・ビューシー出演
- 『ブロークダウン・パレス』（1999年）ジョナサン・カプラン監督
- 『ディスカルテ』（2002年/未ソフト化）エドガルド・ヴィナラオ監督